# NGC 6155
NGC 6155 este o galaxie spirală situată în constelația Hercule. A fost descoperită în 12 mai 1787 de către William Herschel. Se află la o distanță de 27,8 de megaparseci de Pământ.